# Kurzenbach (Schärligbach)
| Zuläufe und Bauwerke \| Kurzenbach \| Kurzenbach \| Kurzenbach \| Kurzenbach \| Kurzenbach \| \| ------------ \| -------------- \| ---------- \| ------------------ \| ---------- \| \| Legende \| \| \| \| \| \| \| \| \| Pfyffer \| \| \| \| \| \| Hinter-Rämisgummen \| \| \| \| \| \| \| \| \| \| \| \| \| \| \| \| Ober-Ängi \| \| \| \| \| \| \| \| \| \| \| \| \| \| \| \| \| \| \| \| Unter-Ängi \| \| \| \| Ängiboden \| \| \| \| \| \| \| \| \| \| \| \| \| \| \| \| \| \| \| \| \| \| \| \| \| \| Hinter-Kurzenbach \| \| \| \| Schindelgraben \| \| Mittler-Kurzenbach \| \| \| \| \| \| \| \| \| \| \| \| \| \| \| \| \| \| Vorder-Kurzenbach \| \| \| \| \| \| Schärligbad \| \| \| Schärligbach \| \| \| \| \| |                |  |                    |  |
| Kurzenbach |                |  |                    |  |
| Legende |                |  |                    |  |
| |                |  | Pfyffer            |  |
| |                |  | Hinter-Rämisgummen |  |
| |                |  |                    |  |
| |                |  |                    |  |
| | Ober-Ängi      |  |                    |  |
| |                |  |                    |  |
| |                |  |                    |  |
| |                |  | Unter-Ängi         |  |
| | Ängiboden      |  |                    |  |
| |                |  |                    |  |
| |                |  |                    |  |
| |                |  |                    |  |
| |                |  | Hinter-Kurzenbach  |  |
| | Schindelgraben |  | Mittler-Kurzenbach |  |
| |                |  |                    |  |
| |                |  |                    |  |
| |                |  | Vorder-Kurzenbach  |  |
| |                |  | Schärligbad        |  |
| Schärligbach |                |  |                    |  |

Kurzenbach oder Churze(n)bach [(d̥ə) ˈxʊrtsəb̥ɑxˑ] ist ein fast 4 Kilometer langer Bach auf dem Gemeindegebiet von Escholzmatt-Marbach im Schweizer Kanton Luzern sowie seines Tals, insbesondere dessen unterer Hälfte, wo am linken Ufer eine Reihe von Bauernhöfen steht (Hinter, Mittler und Vorder Kurzenbach).

## Namen
Der Name Kurzenbach ist 1386 erstmals belegt (ůlrich im «kurzenbach»). In der Abschrift einer Urkunde von 1449 ist vom nidern und obren kurtzenbach die Rede; seit dem 16./17. Jahrhundert werden Hinter(st), Mittler/-st und Vorder(st) Kurzenbach unterschieden (1531 Im «vordern kurtzenbach», 1691 «mitlest Kurtzenbach»). Der Hinter Kurzenbach wird ausserdem auch Loch [(d̥s) lɔxˑ] genannt (1764 ein ab gmarcheten stuckh wald im «Lochwald», 1790 an das «loch guot» oder «hindrist kurtzen bach» maten und weid).
Das ehemalige Bad am Zusammenfluss von Kurzen- und Schärligbach ist 1801 als «kurzenbach bad» Wirts haus bezeugt. Für das 17./18. Jahrhundert ist eine Kurzenbachweid zwischen Ober-Schlatt und Binnzberg belegt (1689 in dem hooff und guott Ober schlatt guott genampt ... Stost ... an der Anna Lötscheri undere schlatt ... an dass kalberweidli ... an «vorder kurtzenbach heÿ weid» ... an schärlig bach, 1758 Mein halbess heim undt guot uff dem bintz bärg genampt ... stost ... an ab deil Mösslÿ ... an die Neüw huss weiden ... an «vorderest kurtzenbach weid»); heute wird dieser Name für eine waldfreie Fläche am rechten Ufer des Kurzenbachs bei dessen letzter Wendung nach Nordosten gebraucht. 

## Geographie

### Verlauf
Die Quellen des Kurzenbachs liegen am Pfyffer oberhalb des Horbegrabe und am Rämisgummehoger, von wo mehrere Bächlein nach Osten abfliessen, die sich bis zum Ängiboden vereinigt haben. In seinem weiteren Lauf nimmt der Kurzenbach mehrere kleine Zuflüsse von beiden Seiten auf und mündet nach einem weiten, in nordöstliche Richtung führenden Bogen zum Schärligbad von links in den Schärligbach.

### Einzugsgebiet
Das 3,92 km² grosse Einzugsgebiet des Kurzenbachs liegt in den Emmentaler Alpen und wird durch ihn über den Schärligbach, die Ilfis, die Emme, die Aare und den Rhein zur Nordsee entwässert.
Es besteht zu 52,0 % aus bestockter Fläche, zu 44,3 % aus Landwirtschaftsfläche, zu 1,7 % aus Siedlungsfläche und zu 2,0 % aus unproduktiven Flächen.
Die Flächenverteilung
Die mittlere Höhe des Einzugsgebietes beträgt 1058 m ü. M. Der höchste Punkt ist der Rämisgummehoger mit einer Höhe von 1301 m ü. M. im Westen des Einzugsgebietes.

### Zuflüsse
- Horbegraben (Oberlauf), 0,7 km[7]
- Chatzelochgraben (rechts), 0,6 km
- Beckere (links), 1,1 km, 0,57 km²
- Schindelgraben (rechts), 1,0 km

## Hydrologie
Bei der Mündung des Kurzenbachs in den Schärligbach beträgt seine modellierte mittlere Abflussmenge (MQ) 120 l/s. Sein Abflussregimetyp ist nivo-pluvial préalpin und seine Abflussvariabilität beträgt 20.